# لوك جويس
لوك جويس (بالإنجليزية: Luke Joyce)‏ (9 يوليو 1987 ببولتن في المملكة المتحدة - ) هو لاعب كرة قدم بريطاني في مركز الوسط. لعب مع نادي أكرينغتون ستانلي ونادي كارلايل يونايتد وويغان أتلتيك ونورثويتش فيكتوريا ونادي بارو.

## وصلات خارجية
- لوك جويس على موقع قاعدة بيانات كرة القدم.إي يو (الإنجليزية)
- لوك جويس على موقع Soccerbase.com (لاعب) (الإنجليزية)